# Matt McGorry
Matt McGorry est un acteur américain né le 12 avril 1986 à New York, dans le quartier de Manhattan. Il est surtout connu pour ses rôles dans les séries télévisées Orange Is the New Black et Murder.

## Biographie
Matthew David McGorry naît le 12 avril 1986 à Manhattan (New York) et grandit dans le quartier de Chelsea,,. Il commence à jouer et à apprendre la magie à l'âge de 9 ans. Il étudie au lycée Fiorello H. LaGuardia High School of Music & Art and Performing Arts puis au Emerson College de Boston. Pratiquant le culturisme au début de sa carrière, il entraîne plusieurs célébrités de la mode (des mannequins de Victoria's Secret notamment) et du cinéma.

## Filmographie

### Cinéma
- 2006 : Thursday : Grey Malcolm
- 2006 : Gizor and Gorm (court métrage) : Gorm
- 2008 : Killian (court métrage) : Duncan
- 2010 : Public Access (court métrage) : Vlado
- 2010 : Afghan Hound : Tom
- 2014 : Ratter : Michael
- 2015 : How He Fell in Love : Travis
- 2015 : Public Morals : Mr. Ford
- 2017 : Step Sisters : Dane
- 2020 : Le Goût du vin (Uncorked) de Prentice Penny

### Télévision
- 2011 : On ne vit qu'une fois : Spider-Man (3 épisodes)
- 2011 : Person of Interest : EMT #1 (1 épisode)
- 2012 : Gossip Girl : Personal Shopper (saison 5, épisode 15)
- 2012 : Royal Pains : EMT (1 épisode)
- 2013 : Elementary : officier Sam Klecko (1 épisode)
- 2013 – 2015 : Orange Is the New Black : John Bennett (25 épisodes)
- 2014 - 2020 : Murder : Asher Millstone (90 épisodes)
- 2022 : Archive 81 : Mark (8 épisodes)
- 2022 : Big Shot : Coach Blake (1 épisode)

## Distinctions

### Récompenses
Source : Internet Movie Database
- Screen Actors Guild Awards 2015 : Meilleure distribution pour une série télévisée comique pour Orange Is the New Black (partagé)